# Teologia mitica
La teologia mitica (theologica mythica) è uno dei tre rami della teologia stabiliti dallo studioso romano Marco Terenzio Varrone (116-27 aC) nella sua opera perduta Antiquitates rerum humanarum et divinarum. Gli altri due sono teologia politica (theologia civilis) e teologia naturale (theologia naturalis).
Teologia mitica è praticata da poeti, sulla base di narrazioni dei Miti (mythoi) di Aristotele relativi a cose divine.
I teologi della teologia civile o politica sono le persone, che si chiedono come gli dèi si pongano in relazione alla vita quotidiana e allo Stato (vedi culto imperiale). I teologi della teologia naturale sono i filosofi, che indagano la natura degli dèi.
La "teologia mitica" dovrebbe essere distinta dalla "teologia mistica" di Pseudo-Dionigi l'Areopagita.